# Offen un’ ehrlich
Offen un’ ehrlich ist ein YouTube-Kanal, der 2016 gegründet wurde und zum Funk-Netzwerk gehört. Die Produktion wird vom Saarländischen Rundfunk finanziert. Stand März 2024 hat der Kanal 481.000 Abonnenten. Die Hauptgastgeber und Gründer des Kanals sind Robert Hecklau und Kim Stoppert.

## Konzept
Der Kanal wurde am 7. September 2016 gegründet und gehört seitdem zu Funk. Anfangs wurden Parodien auf bekannte YouTube-Formate wie z. B. Pranks, How-To-Videos oder Life-Hacks sowie kleine Gameshows in Zusammenarbeit mit anderen YouTubern wie Torge Oelrich hochgeladen. Seit 2017 wurden vor allem Skandale von anderen YouTubern aufgedeckt und Fake-Videos entlarvt, häufige Themen waren beispielsweise falsche Kinderschreckfiguren wie Momo oder der Gamemaster; häufige Protagonisten waren Rebekah Wing, Bonnytrash oder die Prank Bros. Seit dem Jahr 2020 erhielt der Kanal weitere Moderatoren, als ersten Raphael Gregotsch. Nachdem die Moderatorin Kim Stoppert 2021 in Mutterschutz gegangen war, wandelten sich die Inhalte des Kanals;  immer öfter wurden Produktfälschungen und Influencer auf anderen Plattformen als YouTube thematisiert, Videos über YouTuber erscheinen seitdem nur noch vereinzelt. Auch nach Kim Stopperts Rückkehr aus dem Mutterschutz wird sie als Moderatorin immer öfter durch weitere Personen, meist Marlene Schittenhelm, ersetzt.
Die Videos von offen un’ ehrlich enthalten immer eine Parodie auf ein Musikstück, das passend zum Videothema umgedichtet wurde, sowie die Einblendung eines Katzenvideos am Ende.

## Kritik
Am 30. Juni 2022 veröffentlichte der Kanal ein Video mit dem Titel „Die Z€RSTÖRUNG von Rezo & Julien Bam 💥 (naja fast) + Antwort von Rezo!“. Mehrere YouTuber, darunter auch Rezo und Julien Bam selbst, reagierten  auf das Video und warfen offen un’ ehrlich unsaubere Berichterstattung, mangelnde Recherche sowie versuchtes Framing vor. Eine Stellungnahme des Kanals erschien einige Wochen später; einige Vorwürfe, so beispielsweise die des Framings, erkannte der Kanal an, wies die meisten jedoch zurück.

## Produktion
Die Regie übernimmt Robert Hecklau, der neben Marlene Schittenhelm, Raphael Gregotsch und Kim Stoppert auch zum Moderatorenteam gehört.
Die Redaktion besteht aus Robert Hecklau, Daniel Sondergeld, Kim Stoppert, Franziska Rehn, Tim Schmidt, Lina Klose, Simon Herz und Alessandra Weiland.
Für die Kamera und den Ton ist Nele Schuster verantwortlich. Der SR leitet die Produktion.

## Auszeichnung
- Im November 2021 gewann offen un’ ehrlich den Medienprojektpreis des Otto-Brenner-Preises für kritischen Journalismus.[5]
- offen un’ ehrlich wurde mit dem Grimme-Preis 2022 in der Rubrik Kinder und Jugend ausgezeichnet.[6]